# Bisdom Asansol
Het bisdom Asansol (Latijn: Dioecesis Asansolensis) is een rooms-katholiek bisdom met als zetel Asansol, in India. Het bisdom is suffragaan aan het aartsbisdom Calcutta. 

## Geschiedenis
Het bisdom werd opgericht op 24 oktober 1997, uit delen van het aartsbisdom Calcutta. 

## Parochies
Het bisdom had in 2020 een oppervlakte van 13.300 km2 en telde 15.493.500 inwoners waarvan 0,2% rooms-katholiek was.

## Bisschoppen
- Cyprian Monis (24 oktober 1997 - 4 mei 2020)
  - Salvadore Lobo (apostolisch administrator: 4 mei 2020 - 4 mei 2022)
  - Julius Marandi (apostolisch administrator: 4 mei 2022 - 24 augustus 2023)
- Elias Frank (3 juli 2023 - heden)

Calcutta (aartsbisdom) · Asansol · Bagdogra · Baruipur · Darjeeling · Jalpaiguri · Krishnagar · Raiganj